# Svoboda (Bulgarie)
 (signalé en mai 2025).
Si vous disposez d'ouvrages ou d'articles de référence ou si vous connaissez des sites web de qualité traitant du thème abordé ici, merci de compléter l'article en donnant les références utiles à sa vérifiabilité et en les liant à la section « Notes et références ».
- Archive Wikiwix
- Bing
- Cairn
- DuckDuckGo
- E. Universalis
- Gallica
- Google
- G. Books
- G. News
- G. Scholar
- Persée
- Qwant
- (zh) Baidu
- (ru) Yandex
- (wd) trouver des œuvres sur Wikidata

 (avril 2024).
Pour les articles homonymes, voir Svoboda.
Svoboda (bulgare : Свобода) est un village de la province de Pazardjik, en Bulgarie. En 2005, il comptait 218 habitants. En bulgare, son nom signifie « liberté ». Il est célèbre pour sa mine de cuivre, Mina Radka, qui est située à 5 km au sud du village.

## Géographie
Le village est situé dans la moitié sud de la Bulgarie, vers l'ouest. Il est au pied de la Sredna Gora, non loin de sa jonction avec le Rila.

## Histoire
Sous la domination ottomane, le nom turc du village était Kepelii. Il a été renommé très tardivement par rapport aux autres villes de Bulgarie, puisque sa première modification de nom n'a eu lieu qu'en 1934, grâce à une autorisation ministérielle du roi Boris III. Son nom actuel lui a été donné en 1947.

## Population
Sa population est entièrement composée de bulgares orthodoxes.